# HNLMS O 27

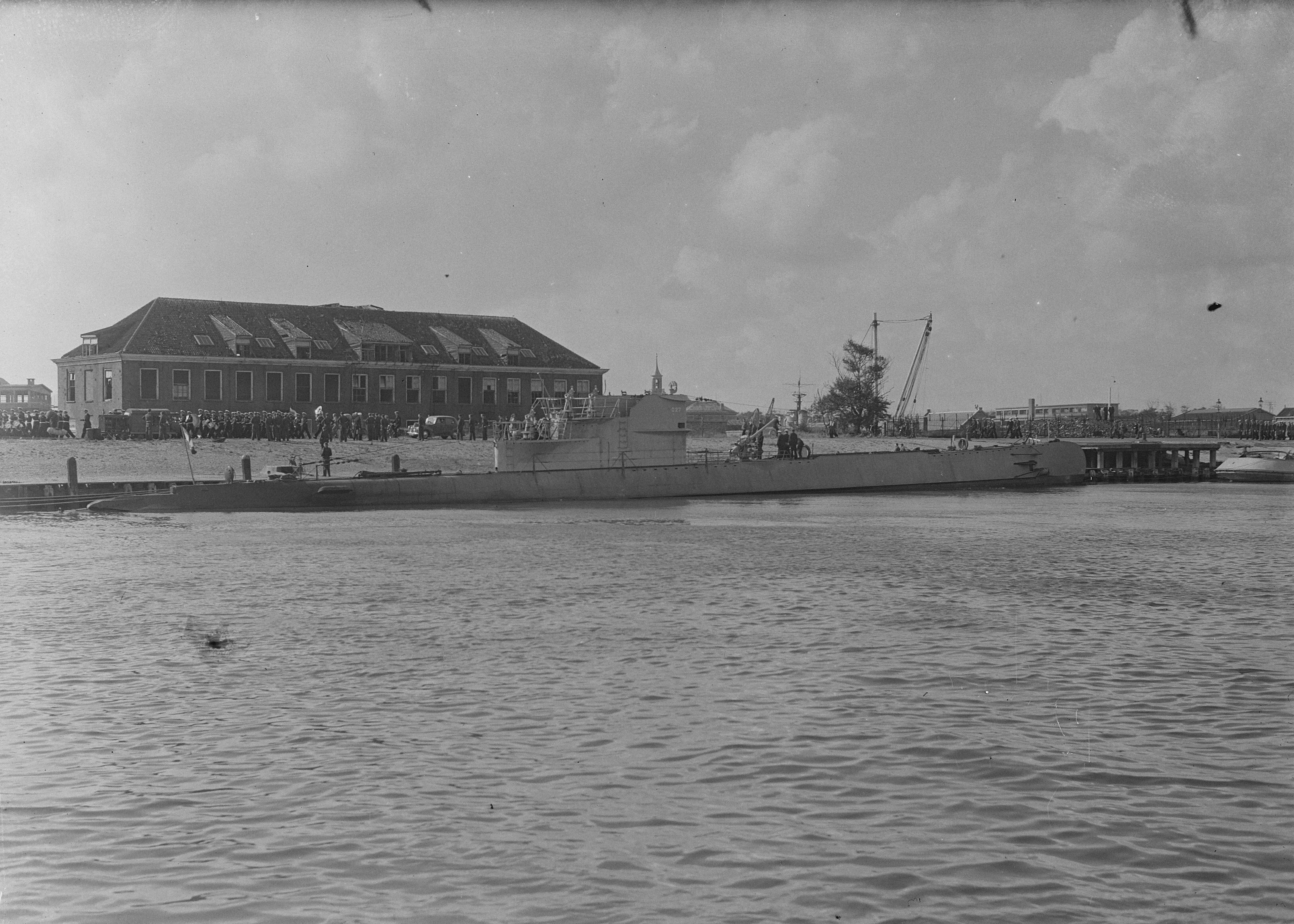
HNLMS O 27 в 1949 році.

HNLMS O 27 — нідерландський підводний човен типу O 21.

## Історія
8 липня 1938 року човен був замовлений ВМС Нідерландів. 3 серпня 1939 року розпочалось його будівництво. 14 травня 1940 року недобудований човен був захоплений німецькими військами. Німці його добудували і 26 вересня 1941 року він був спущений на воду, а 30 січня 1942 року зарахований в крігсмаріне як UD-5. З листопада 1941 по серпень 1942 року — навчальний човен 5-ї флотилії в Кілі. З серпня 1942 по січень 1943 року — бойовий човен 11-ї флотилії в Лор'яні, здійснив 1 похід (30 серпня — 12 листопада 1942), під час якого 29 жовтня потопив британське КАТ судно Primrose Hill водотоннажністю 7628 тонн. З січня 1943 року — навчальний човен училища підводної розвідки в Бергені. 9 травня 1945 року здався британським військам.
31 травня 1945 року UD-5 був доставлений до Британії. Спочатку він мав бути затоплений в рамках операції «Дедлайт», проте 13 липня 1945 року був переданий ВМС Нідерландів і прийнятий на озброєння як HNLMS O 27. Використовувався як навчальний човен і для випробування торпед. 14 листопада 1959 року списаний з флоту. В 1961 році розібраний на метал.

## Характеристика
Як і інші човни типу O 21, він мав водотоннажність 949 тонн, був оснащений шноркелем, озброєний вісьмома торпедними апаратами і ніс 14 торпед. Максимальна дальність плавання — 7100 морських миль в надводному положенні при швидкості 10 вузлів. Екіпаж — 44 особи.

## Командири
- Капітан-цур-зее Бруно Ман (1 листопада 1941 — 13 січня 1943)
- Оберлейтенант-цур-зее Клаус-Дітріх Кеніг (16 грудня 1942 — 9 січня 1943; ТВО)
- Капітан-лейтенант Горст-Тессен фон Камеке (13 січня — 22 лютого 1943)
- Капітан-лейтенант резерву Ганс-Ульріх Шельц (23 лютого 1943 — 9 травня 1945)